# Mahmoud Genesh
Mahmoud Abdel Rahim, meglio noto come Mahmoud Genesh (in arabo محمود عبد الرحيم‎?; Alessandria d'Egitto, 25 maggio 1987), è un calciatore egiziano, portiere del Future.

## Caratteristiche tecniche
Avezzo a respingere i calci di rigore, è un portiere reattivo tra i pali in possesso di discreti riflessi.

## Carriera

### Club
Muove i suoi primi passi nell'Olympic Club, prima di essere tesserato dallo Zamalek nel 2011 nella sessione invernale di calciomercato per coprire il ruolo di secondo portiere alle spalle di Abdel-Wahed El-Sayed.
Riserva in seguito di Ahmed El-Shenawy, nel 2015 risulta decisivo nella vittoria della Coppa d'Egitto - bissando il successo in campionato - vinta in finale contro l'Al-Ahly: respinge due calci di rigore ai quarti di finale contro l'Al-Ittihad Alessandria, per poi ripetersi in semifinale contro lo Smouha, parandone tre.
Il 10 febbraio 2017 risulta determinante nel successo della Supercoppa d'Egitto nel derby del Cairo vinto contro l'Al-Ahly, neutralizzando due tiri dal dischetto alla lotteria dei calci di rigore dopo che i tempi regolamentari si erano conclusi con il risultato in parità. Nel 2018 - in seguito alla cessione di Ahmed El-Shenawy - viene nominato portiere titolare della rosa.
Il 15 settembre 2021 passa in prestito al Future.

### Nazionale
Esordisce con la selezione dei Faraoni il 26 marzo 2019 contro la Nigeria in amichevole. L'11 giugno 2019 viene incluso dal CT Javier Aguirre nella lista dei 23 convocati per la Coppa d'Africa 2019, nel ruolo di terzo portiere. Il 28 giugno si infortuna nel corso di una sessione di allenamento, riportando la rottura del tendine d'Achille.

## Statistiche

### Presenze e reti nei club
Statistiche aggiornate al 28 dicembre 2023.
| Stagione        | Squadra         | Campionato      | Campionato | Campionato | Coppe nazionali | Coppe nazionali | Coppe nazionali | Coppe continentali | Coppe continentali | Coppe continentali | Altre coppe | Altre coppe | Altre coppe | Totale | Totale |
| Stagione        | Squadra         | Comp            | Pres       | Reti       | Comp            | Pres            | Reti            | Comp               | Pres               | Reti               | Comp        | Pres        | Reti        | Pres   | Reti   |
| --------------- | --------------- | --------------- | ---------- | ---------- | --------------- | --------------- | --------------- | ------------------ | ------------------ | ------------------ | ----------- | ----------- | ----------- | ------ | ------ |
| 2010-2011       | Zamalek         | PL              | 1          | -1         | CE              | 0               | 0               | CCL                | 0                  | 0                  | -           | -           | -           | 1      | -1     |
| 2011-2012       | Zamalek         | PL              | 0          | 0          | -               | -               | -               | CCL                | 1                  | 0                  | -           | -           | -           | 1      | 0      |
| 2012-2013       | Zamalek         | PL              | 1          | -1         | CE              | 0               | 0               | CCL                | 2                  | -5                 | -           | -           | -           | 3      | -6     |
| 2013-2014       | Zamalek         | PL              | 3          | -1         | CE              | 1               | -1              | CCL                | 0                  | 0                  | -           | -           | -           | 4      | -2     |
| 2014-2015       | Zamalek         | PL              | 2          | -1         | CE              | 4               | -1              | CC                 | 2                  | -1                 | SE          | 0           | 0           | 8      | -3     |
| 2015-2016       | Zamalek         | PL              | 10         | -5         | CE              | 1               | 0               | CCL                | 3                  | -1                 | SE          | 0           | 0           | 14     | -6     |
| 2016-2017       | Zamalek         | PL              | 9          | -9         | CE              | 1               | 0               | CCL                | 1                  | -2                 | SE          | 1           | 0           | 12     | -11    |
| 2017-2018       | Zamalek         | PL              | 6          | -4         | CE              | 3               | -2              | ACC+CC             | 0                  | 0                  | -           | -           | -           | 9      | -6     |
| 2018-2019       | Zamalek         | PL              | 27         | -20        | CE              | 1               | 0               | ACC+CC             | 4+14               | -2 + -7            | S-AE+SE     | 1+0         | -1          | 47     | -30    |
| 2019-2020       | Zamalek         | PL              | 5          | -4         | CE              | 2               | -4              | CCL                | 0                  | 0                  | SE+SA       | 0           | 0           | 7      | -8     |
| 2020-2021       | Zamalek         | PL              | 9          | -5         | CE              | 1               | 0               | CCL                | 5                  | -5                 | -           | -           | -           | 15     | -10    |
| Totale Zamalek  | Totale Zamalek  | Totale Zamalek  | 73         | -51        |                 | 14              | -8              |                    | 32                 | -23                |             | 2           | -1          | 121    | -83    |
| 2021-2022       | Future          | PL              | 24         | -28        | CE              | 0               | 0               | -                  | -                  | -                  | -           | -           | -           | 24     | -28    |
| 2022-2023       | Future          | PL              | 25         | -16        | CE              | 1               | -1              | CC                 | 9                  | -6                 | -           | -           | -           | 35     | -23    |
| 2023-2024       | Future          | PL              | 8          | -7         | CE              | 0               | 0               | CC                 | 6                  | -4                 | SE          | 2           | -4          | 16     | -15    |
| Totale Future   | Totale Future   | Totale Future   | 57         | -51        |                 | 1               | -1              |                    | 15                 | -10                |             | 2           | -4          | 75     | -66    |
| Totale carriera | Totale carriera | Totale carriera | 130        | -102       |                 | 15              | -9              |                    | 47                 | -33                |             | 4           | -5          | 196    | -149   |

### Cronologia presenze e reti in nazionale
| Cronologia completa delle presenze e delle reti in nazionale ― Egitto | Cronologia completa delle presenze e delle reti in nazionale ― Egitto | Cronologia completa delle presenze e delle reti in nazionale ― Egitto | Cronologia completa delle presenze e delle reti in nazionale ― Egitto | Cronologia completa delle presenze e delle reti in nazionale ― Egitto | Cronologia completa delle presenze e delle reti in nazionale ― Egitto | Cronologia completa delle presenze e delle reti in nazionale ― Egitto | Cronologia completa delle presenze e delle reti in nazionale ― Egitto |
| Data                                                                  | Città                                                                 | In casa                                                               | Risultato                                                             | Ospiti                                                                | Competizione                                                          | Reti                                                                  | Note                                                                  |
| --------------------------------------------------------------------- | --------------------------------------------------------------------- | --------------------------------------------------------------------- | --------------------------------------------------------------------- | --------------------------------------------------------------------- | --------------------------------------------------------------------- | --------------------------------------------------------------------- | --------------------------------------------------------------------- |
| 26-3-2019                                                             | Abuja                                                                 | Nigeria                                                               | 1 – 0                                                                 | Egitto                                                                | Amichevole                                                            | -1                                                                    |                                                                       |
| 13-6-2019                                                             | Alessandria d'Egitto                                                  | Egitto                                                                | 1 – 0                                                                 | Tanzania                                                              | Amichevole                                                            | -                                                                     | 46’                                                                   |
| 29-3-2021                                                             | Il Cairo                                                              | Egitto                                                                | 4 – 0                                                                 | Comore                                                                | Qual. Coppa d'Africa 2021                                             | -                                                                     | 46’                                                                   |
| Totale                                                                |                                                                       | Presenze                                                              | 3                                                                     |                                                                       | Reti                                                                  | -1                                                                    |                                                                       |

## Palmarès

### Club

#### Competizioni nazionali
- Campionato egiziano: 2

Zamalek: 2014-2015, 2020-2021
- Coppa d'Egitto: 6

Zamalek: 2012-2013, 2013-2014, 2014-2015, 2015-2016, 2017-2018, 2018-2019
- Supercoppa d'Egitto: 2

Zamalek: 2016, 2019

#### Competizioni internazionali
- Coppa della Confederazione CAF: 1

Zamalek: 2018-2019
- Supercoppa CAF: 1

Zamalek: 2020